# Command & Conquer: Red Alert
Command and Conquer: Red Alert – druga w kolejności wydania część serii Command & Conquer – serii gier na PC, która stała się odniesieniem dla kolejnych gier strategii czasu rzeczywistego. C&C: Red Alert stał się zarazem pierwszą w historii grą RTS dostępną na platformie PlayStation.
Gra została stworzona przez Westwood Studios w 1996 roku, stając się wzorem dla przyszłych gier strategicznych. Została wysoko oceniona dzięki klimatowi rozgrywek, budowanemu przez przerywniki filmowe z udziałem aktorów oraz muzykę, zwłaszcza utwór „Hell March” (skomponowany przez Franka Klepackiego). Gracz dysponuje szeregiem budowli i jednostek, począwszy od piechoty, poprzez czołgi i samoloty, skończywszy zaś na bombie atomowej oraz takich wynalazkach jak chronosfera czy żelazna kurtyna. W grze zastosowano wiele rozwiązań z wcześniejszej gry Westwood Studios – Dune II.

## Fabuła
W 1946 roku Albert Einstein, chcąc zmienić los świata i zapobiec wybuchowi II wojny światowej, skonstruował w Trinity (Nowy Meksyk, USA) wehikuł czasu tzw. chronosferę. Za jego pomocą cofnął się w czasie do roku 1924, gdy Adolf Hitler wychodził z więzienia Landsberg (gdzie został osadzony po nieudanym puczu monachijskim). Einstein spotyka go pod bramą więzienia. W chwili, gdy wita się z nim i podaje mu dłoń, Hitler w tajemniczy sposób znika. Mając nadzieję, że uratował świat przed II wojną światową, naukowiec powrócił do 1946 roku. Sytuacja polityczna globu zmieniała się. Dzięki temu, że Hitler został wymazany z historii i nigdy nie doszedł do władzy, Niemcy pozostały państwem demokratycznym, a wojna nie wybuchła.
W sytuacji braku zagrożenia ze strony Niemiec pozostał tylko jeden kraj zdolny zagrozić światowej demokracji – rządzony przez Józefa Stalina Związek Radziecki. W 1950 roku Stalin ze swą potężną armią uderzył na niepodejrzewające zagrożenia państwa europejskie z zamiarem rozszerzenia sowieckiego imperium od Chin po Wyspy Brytyjskie. Armia Czerwona, atakując z północy, wschodu i południa, zajęła znaczną część Europy. Jeszcze nieokupowane państwa europejskie stworzyły sojusz przeciwko agresorowi. Na jego czele stanął generał Günther von Esling z armii niemieckiej oraz jego zastępca Nicos Stavros z armii greckiej.
Możliwe są dwa alternatywne zakończenia gry, w zależności od strony konfliktu wybranej przez gracza.

### Alianci
Mniej licznym i ponoszącym początkowo ciężkie klęski wojskom alianckim udało się powstrzymać postępy Sowietów. Przy wykorzystaniu tajnych technologii (m.in. chronosfery Einsteina) Alianci przystępują do generalnej kontrofensywy i odzyskują utracone kraje. W końcu uderzają na Moskwę i zadają Sowietom klęskę. Stalin ginie w gruzach Kremla zabity przez Stavrosa. Fabuła jest kontynuowana w grze Command & Conquer: Red Alert 2.

### Sowieci
Armia Czerwona tryumfuje i zadaje Aliantom ostateczny cios podbijając Wielką Brytanię – ostatni wolny europejski kraj. W chwili, gdy Stalin gratuluje graczowi zwycięstwa, zostaje otruty przez Nadię – swą kochankę, a zarazem szefa NKWD. Działa ona w zmowie z tajemniczym doradcą Stalina imieniem Kane. Kane zabija następnie Nadię, ogłaszając przejęcie władzy nad ZSRR przez Bractwo NOD. Wypadki te prowadzą do wydarzeń ukazanych w grze Command & Conquer.

## Obsada

### Alianci
- Arthur Roberts jako marszałek Günther von Esling
- Barry Kramer jako generał Nikos Stavros
- Lynne Litteer jako komandos Tanya
- John Milford jako Albert Einstein

### Sowieci
- Eugene Dynarski jako Józef Stalin
- Andrea C. Robinson jako Nadia
- Alan Terry jako generał Gradenko
- Craig Cavanah jako generał Gieorgij Kukow
- Joseph D. Kucan jako Kane

## Remake i remaster
W 2007 remake gry wraz z remakami gier Tiberian Dawn i Dune 2000 został opublikowany w ramach projektu OpenRA. Grę wydano na komputery z systemami Windows, macOS, Linux i FreeBSD. 
W 2020 roku wydano remaster gry pod tytułem Command & Conquer Remastered Collection. W jego skład wchodzi również remaster gry Tiberian Dawn. Ów remaster wydano oryginalnie na komputery z systemem Windows, ale jest grywalny także na Steam Decku – konsoli przenośnej z należącym do rodziny Linux systemem SteamOS.